# Regionalne Archiwum Fonograficzne
Regionalne Archiwum Fonograficzne – jednostka archiwalna w Poznaniu, powołana do życia w 1930 przy Uniwersytecie Poznańskim. Jej założycielem był Łucjan Kamieński. Archiwum działało od 1929 jako pracownia fonograficzna. Jednostka powstała w zamyśle jako placówka regionalna, która miała być dopełnieniem jednostki centralnej – Centralnego Archiwum Fonograficznego. W 1929 Łucjan Kamieński zaproponował w Ministerstwie Wyznań Religijnych i Oświecenia Publicznego projekt utworzenia Publicznego Centralnego Archiwum Fonograficznego w Warszawie.

## Historia
Większości nagrań dokonywano przy użyciu fonografu, rejestrując materiał dźwiękowy na wałkach woskowych. W późniejszych latach zapisywano utwory także na płytach żelatynowych. Pierwszych rejestracji dokonano jeszcze przed powstaniem archiwum 15 lutego 1928, były to nagrania utworów na dudach wielkopolskich, w wykonaniu dudziarza Michała Kulawiaka. Rejestracje tego instrumentalisty, jako jedne z niewielu dokumentów z Regionalnego Archiwum Fonograficznego, zachowały się do naszych czasów, dzięki współpracy Regionalnego Archiwum Fonograficznego z berlińskim Phonogramarchiv, w którym dokonywano galwanizacji oryginalnych wałków fonograficznych. Nagrania Kulawiaka zostały tam wysłane tuż przed wojną. Rejestracje te zostały wydane na jubileuszowym albumie berlińskiego archiwum „Music! The Berlin Phonogramm-Archiv (1900–2000)” .

## Badania terenowe
Nagrania zgromadzone w Regionalnym Archiwum Fonograficznym były efektem badań terenowych, prowadzonych przez pracowników archiwum. W większości rejestracji czynny udział brali studenci oraz absolwenci muzykologii poznańskiej, w tym m.in. Jadwiga Pietruszyńska-Sobieska, Marian Sobieski, Hanna Rudnicka, Marian Kwiek czy Bożena Czyżykowska. Pierwszy wyjazd terenowy (do Wolsztyna) odbył się w roku akademickim 1928/29. Następne nagrania wraz ze studentami to m.in. badania w Domachowie Krobskim (czerwiec 1934), na Mazowszu – w 1931 odbyły się nagrania w okolicach Garwolina, a w 1932 rejestrowano w powiatach: tomaszowskim, rawskim oraz w okolicach Nowego Miasta n. Pilicą, a także prawdopodobnie w Spale w 1932 oraz w 1933. W 1933 dokonano także rejestracji w Pieninach (nagrywał Zygmunt Sitowski). Rejestracji wielkopolskich dudziarzy i koźlarzy dokonała w dużej mierze ekipa: Jadwiga Pietruszyńska (Sobieska), jej siostra Anna Pietruszyńska oraz Marian Sobieski. Były one podstawą napisania przez Jadwigę Pietruszyńską pracy magisterskiej.
W 1936 i 1937 Łucjan Kamieński wraz z Konradem Pałubickim dokonali rejestracji terenowych na Śląsku. W 193 odbyły się ostatnie nagrania przed wybuchem wojny, które miały miejsce we Włoszakowicach.

## Zbiory
Już w pierwszym miesiącu funkcjonowania archiwum zarejestrowano materiał na 80 wałkach woskowych. Były to nagrania z terenów Wielkopolski, w późniejszych latach (1932–1933) dokonano także rejestracji na Kaszubach w następujących miejscowościach: Borsk, Rybaki (Wdzydze Tucholskie), Wdzydze Kiszewskie, Przytarnia, Wiele, Kliczkowy, Joniny, Brzeźno Szlacheckie, Jaranty, Niepszczołąg, Zanie, Swornigace, Czarnowo, Leśno, Brusy, Zalesie, Męcikał. Na podstawie tych nagrań Łucjan Kamieński wydał publikację „Pieśni ludu pomorskiego”.
W 1935 nagrania zgromadzone w RAF liczyły 2231 fonogramów, większość z nich zawierała materiał muzyczny z Wielkopolski (1591), Pomorza (327), Pienin (190) oraz Mazowsza (119). Cztery z zarejestrowanych fonogramów zawierały materiał szwedzki (nagrań dokonano w pracowni w Poznaniu).
Do wybuchu wojny w archiwum zgromadzono ponad 4020 zapisów dźwiękowych, zarejestrowanych w większości na wałkach woskowych, a w części (od 1934) także na płytach żelatynowych. Z bogatego zbioru nagrań wojnę przetrwały jedynie 22 wałki woskowe, nagranie w 1930 r. w Nowym Tomyślu, rejestracje te zawierały dokumentację muzycznej rodziny Kulawiaków: dudziarza Michała Kulawiaka. Ocalały także kopie rejestracji z Domachowa z 1936, podczas których nagrano m.in. dudziarza Antoniego Maleszkę.
Część nagranego materiału dostępna jest dziś w postaci pośredniej, dzięki transkrypcjom nutowym, są to: „Pieśni ludu pomorskiego” Łucjana Kamieńskiego i „Wiwaty” Bożeny Czyżykowskiej oraz zapis jednej z pieśni nagranych na Śląsku – „Nie będziesz, leleńku, nie będziesz rykował”.

## Spuścizna
Większość zbiorów, zgromadzona do 1939 w Regionalnym Archiwum Fonograficznym w Poznaniu, podobnie jak archiwalia stołecznego Centralnego Archiwum Fonograficznego, uległa zniszczeniu w trakcie II wojny światowej. Część nagrań zarejestrowanych w okolicach Nowego Tomyśla zachowała się w berlińskim archiwum fonograficznym. Obecnie w Zbiorach Fonograficznych Instytutu Sztuki PAN znajdują się kopie tych nagrań. Po wojnie, w 1946 utworzone zostało Zachodnie Archiwum Fonograficzne. Próbując zniwelować straty wojenne Jadwiga i Marian Sobieski starali się dokumentować nie tylko nowopoznanych wykonawców, ale i tych muzyków czy śpiewaków, których twórczość utrwalono przed wojną. Obecnie ideowym kontynuatorem działań Regionalnego Archiwum Fonograficznego, jak również Centralnego Archiwum Fonograficznego są Zbiory Fonograficzne Instytutu Sztuki PAN, w których gromadzone, opracowywane i wydawane są nie tylko nagrania archiwalne, lecz także dokonuje się nowych rejestracji, powiększając zbiór nagrań.